# Carpomys phaeurus
Il ratto arboricolo dal ventre bianco (Carpomys phaeurus  Thomas, 1895) è un roditore della famiglia dei Muridi diffuso sull'isola di Luzon, nelle Filippine.

## Descrizione
Roditore di medie dimensioni, con la lunghezza della testa e del corpo di 195 mm, la lunghezza della coda tra 156 e 178 mm, la lunghezza del piede tra 31 e 32 mm, la lunghezza delle orecchie di 19 mm e un peso fino a 123 g.

La pelliccia è soffice, densa e lanosa. La testa è larga e ottusa. Le parti superiori sono fulvo scure con riflessi neri. Sono presenti degli anelli più scuri intorno agli occhi. Le orecchie sono leggermente ricoprete di peli. Le parti ventrali sono bianche. Il dorso delle zampe è bruno-argentato mentre le dita sono bianche. La coda è più lunga della testa e del corpo e ricoperta di peli rosso-brunastri. Sono presenti 13 anelli di scaglie per centimetro.

## Biologia

### Comportamento
È una specie notturna e arboricola.

### Alimentazione
Si nutre principalmente di semi.

## Distribuzione e habitat
Questa specie è endemica delle zone montagnose della parte settentrionale dell'isola di Luzon, nelle Filippine.
Vive nelle foreste muschiose tra 2.150 e 2.500 metri di altitudine.

## Conservazione
La IUCN Red List, considerato l'areale a quote elevate, non soggetto a sfruttamento umano, classifica C.phaeurus come specie a rischio minimo (Least Concern).